# Molophilus analis
Molophilus analis är en tvåvingeart som beskrevs av Alexander 1923. Molophilus analis ingår i släktet Molophilus och familjen småharkrankar. Inga underarter finns listade i Catalogue of Life.